# RAAF Command
Le RAAF Command est la principale formation opérationnelle de la Force aérienne royale australienne (Royal Australian Air Force, RAAF), chargée de la défense du pays et des intérêts australiens contre les offensives aériennes japonaises dans la région ouest de l'océan Pacifique sud. Il est créé en septembre 1942. En avril 1943, il comprend 27 escadrons et inclut des unités des Pays-Bas, du Royaume-Uni et des États-Unis en plus des unités australiennes. Dépendant de l'autorité opérationnelle du commandement des forces aériennes alliées dans le Pacifique Sud-Ouest, le RAAF Command exerce un contrôle de ses unités pour la zone de l'Australie et, plus tard, pour le Territoire de Nouvelle-Guinée. Il contrôle également de grandes formations mobiles tel que l'Australian First Tactical Air Force. Le RAAF Command atteint un effectif de 41 escadrons en octobre 1944. De sa création, jusqu'à sa dissolution en septembre 1945, il est dirigé par le Air vice-marshal William Bostock.

## Histoire

### Création et responsabilité

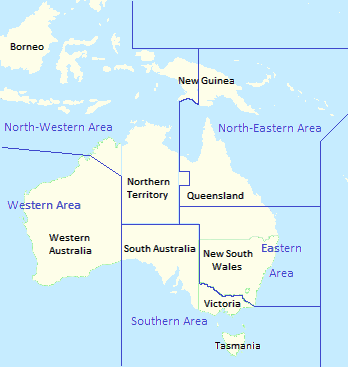
Zone de responsabilités des RAAF commands en novembre 1942.

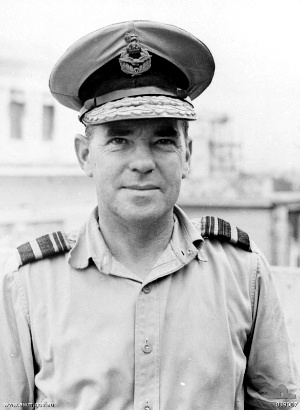
William Bostock, commandant du RAAF Command.

Le quartier général des Forces aériennes alliées (Allied Air Forces, AAF) est créé sous le commandement du South West Pacific Area (SWPA) du général Douglas MacArthur, le 20 avril 1942. Toutes les unités aériennes de la Force aérienne royale australienne (RAAF) de ce théâtre d'opération, en dehors des escadrons de formation, sont sous le contrôle du commandant de l'AAF, le lieutenant-général George Brett, ainsi que toutes les unités des United States Army Air Forces (USAAF) et de l'Aviation militaire de l'armée royale des Indes néerlandaises (NEI). Le quartier général opérationnel de la RAAF, y compris les commandements de région (en), les secteurs de chasse, et les bases aériennes de combat, sont également subordonnés au QG de l'AAF. Le 3 septembre 1942, le nouveau commandant de l'AAF, le général George Kenney, forme la majeure partie de ses escadrons de l'USAAF dans la 5e Air force. Il forme ensuite la majorité des unités de la RAAF, ainsi que le 49e groupe opérationnel (en) des États-Unis, dans une autre unité, initialement appelée Coastal Defence Command, avec son chef d'état major, le Air vice-marshal William Bostock, comme commandant. La mise en place du Coastal Defence Command est officiellement annoncée le 8 septembre 1942. La nouvelle formation est rebaptisée RAAF Command trois jours plus tard par Bostock qui estime que le nom précédent n'était pas représentatif. Les seules unités aériennes de combat australiennes du SWPA qui ne sont pas sous la responsabilité du RAAF Command sont celles basées en Nouvelle-Guinée, comme le 9e groupe opérationnel de la RAAF, contrôlées par la 5e Air force,,.
Le RAAF Command est chargé de défendre l'Australie, sauf dans le nord-est, de la protection des voies maritimes vers la Nouvelle-Guinée, et de la conduite des opérations contre les navires, aérodromes et autres installations japonaises dans les Indes orientales néerlandaises
,. Son rôle est donc au début essentiellement défensif, avec la possibilité qu'en cas de développements des combats dans le Nord et le Nord-Ouest de l'Australie, son rôle serait modifié. Bostock exerce un contrôle des opérations aériennes au niveau régional via des commandements spécifiques subordonnés qui comprennent les North-Eastern Area Command, North-Western Area Command, Western Area Command (en), Southern Area Command (en), Eastern Area Command. Bien qu'il dispose du commandement opérationnel de la RAAF dans le Pacifique Sud-Ouest, le contrôle administratif des unités est exercé par le quartier général de l'Air Force à Melbourne, et le chef d'état-major de la Force aérienne australienne, l’Air vice Marshal George Jones. Bostock se retrouve donc dans la position d'avoir à servir deux maîtres, Kenney pour les opérations, mais Jones pour les fournitures et l'équipement. En dépit de la recommandation du comité australien des chefs d'état-major d'unifier le contrôle opérationnel et administratif de l'Air Force, la division de commandement perdure, et elle est une source de tensions aiguës entre les deux plus hauts officiers de la RAAF pour le reste de la guerre,. En effet, Jones est opposé à la création du RAAF Command comme une organisation séparée du quartier général de l'Air Force, et ne le reconnait formellement comme un quartier général indépendant au sein de la RAAF qu'en mars 1943, huit mois après sa création.

### Opérations et expansion
En avril 1943, le RAAF Command, basée à Brisbane, contrôle 27 escadrons : 24 unités australiennes, 1 unité néerlandaise, 1 unité britannique et 1 unité américaine. Son principal effort de guerre se déroule dans la zone de responsabilité du North-Western Area Command, basée à Darwin, tandis que le 9e groupe opérationnel de la RAAF mène des opérations en Nouvelle-Guinée. Les unités du RAAF Command dans les zones de responsabilité Ouest, Sud, Est et Nord-Est sont essentiellement engagées dans des opérations de patrouille maritime, de lutte anti-sous-marine, et des opérations de mouillage de mines au large de la côte australienne,. En juin, le 380th Expeditionary Operations Group (en), opérant des bombardiers lourds Consolidated B-24 Liberator, est également placé sous le contrôle du RAAF Command, qui attribue au groupe la zone du Nord-Ouest. À la fin de 1943, le 9e groupe opérationnel de la RAAF, originellement la force de frappe mobile de la RAAF, s'engage de manière plus statique et prend garnison en Nouvelle-Guinée. Le 10e groupe opérationnel de la RAAF (en) est alors créé le 13 novembre 1943 à Nadzab afin de prendre en charge les opérations mobiles. En février 1944, le RAAF Command reprend la plupart des unités du 9e groupe opérationnel, ainsi que la responsabilité des secteurs de Port Moresby et de la baie de Milne ; le Sud-Est de la Nouvelle Guinée devenant une extension de l'Australie afin de l'inclure dans la sphère d'opérations du RAAF Command,. Le 9e groupe opérationnel est ensuite rebaptisé Nothern command, afin de mieux refléter sa nouvelle fonction comme commandement d'une zone statique couvrant la Nouvelle-Guinée,. Les missions de combat initiales du 10e groupe opérationnel sont réalisées depuis Cape Gloucester en mars, avant que les préparatifs commence en avril pour les débarquements de Hollandia et Aitape. Ces opérations sont soutenues par une campagne de bombardement et la pose de mines dirigées par le RAAF Command dans la région du Nord-Ouest. En octobre 1944, le 10e groupe opérationnel devient l'Australian First Tactical Air Force (No. 1 TAF ou 1re AFT), et le RAAF Command atteint 41 escadrons australiens.

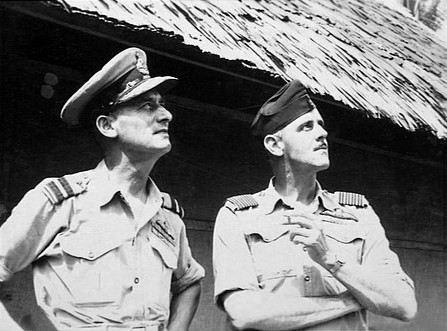
Le commodore Harry Cobby, à gauche et le group captain Clive Caldwell, plus grand as australien de la Seconde Guerre mondiale.

Un quartier général avancée du RAAF Command, connu sous le nom d'Advanced RAAF Command (ADRAAFCOM), est créé le 15 mars 1945 à Morotai pour contrôler directement la 1re AFT en prévision des opérations Oboe qui doivent permettre de reprendre Bornéo aux Japonais. La responsabilité de toutes les opérations aériennes alliées au sud des Philippines, ainsi que les unités de la Force aérienne royale néo-zélandaise (RNZAF) basées dans les îles Salomon pour soutenir la campagne de Bougainville sont affectées au RAAF Command,. Bostock exprime à Kenney son désir que la 1re AFT continue d'être employée comme une formation offensive avancée plutôt que dans un rôle de garnison. Cependant, en avril, le moral des pilotes de chasse de la 1re AFT mécontents d'être relégués à de simples missions d'attaque au sol, se détériore à un point tel que huit officiers supérieurs tentent de démissionner de leurs fonctions lors de la mutinerie de Morotai. Kenney, Jones et Bostock s'impliquent pour désamorcer la situation, et le commandant de la 1re AFT, le commodore Harry Cobby est limogé et remplacé par le commodore Frederick Scherger alors que les préparatifs pour l'opération Oboe One, l'invasion de Tarakan est en cours. Le RAAF Command a le contrôle des 5e et 13e Air force de l'USAAF, ainsi que de la 1re AFT, lors de l'opération sur Tarakan, qui débute le 1er mai 1945. À ce moment, le RAAF Command comprend 17 000 soldats. Pour l'opération Oboe Six, l'invasion de Labuan et de Brunei en juin, le RAAF Command dispose aussi des appareils basés en Australie et issus des zones de responsabilité Ouest et Nord-Ouest. Pour l'opération Oboe Two, l'invasion de Balikpapan en juillet, Bostock rassemble quarante escadrons alliés. Son but, de concert avec celui de Kenney et du commandant du 1er corps, le lieutenant-général Leslie Morshead, est d'effectuer le bombardement aérien le plus lourd possible contre des cibles ennemies, pour permettre aux forces d'assaut australiennes de débarquer à terre avec des pertes minimes. MacArthur qualifie par la suite l'offensive aérienne sur Labuan d'impeccable.
Avec la fin de la guerre du Pacifique en août 1945, le SWPA est dissous et le quartier général de l'Air Force à Melbourne assume le contrôle total du RAAF Command. La formation est dissoute le 2 septembre 1945, le même jour où Bostock, avec Jones, représente la RAAF lors de la capitulation officielle japonaise à bord de l'USS Missouri,.